# Adolfo Tito Yllana

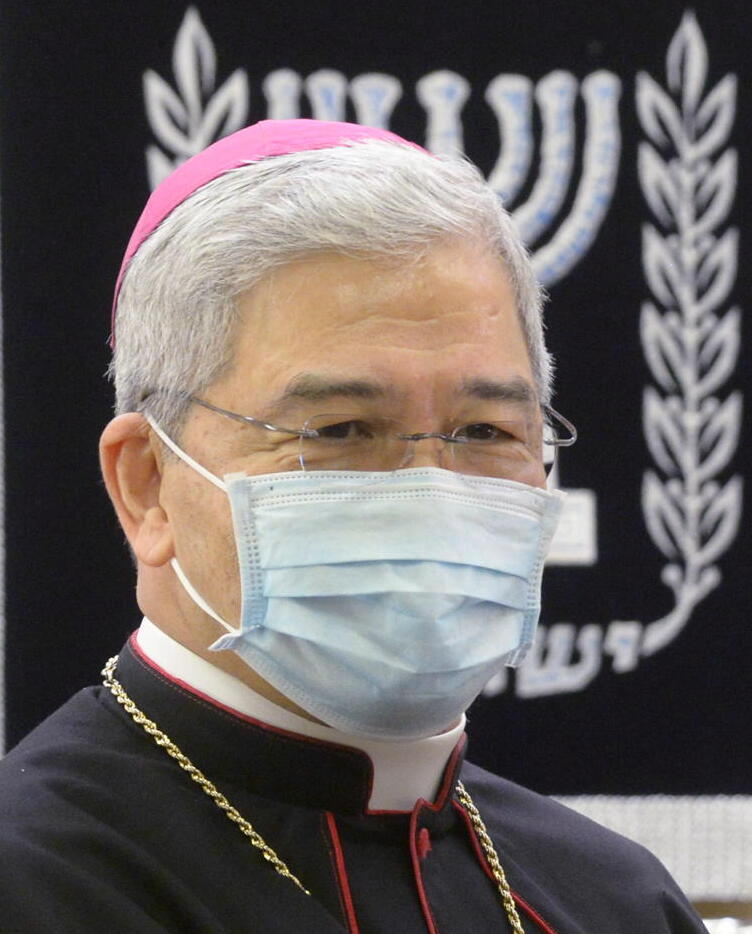
Adolfo Tito Yllana, September 2021

Wappen von Adolfo Tito Yllana

Adolfo Tito Camacho Yllana (* 6. Februar 1948 in Naga City) ist ein philippinischer Geistlicher, römisch-katholischer Erzbischof und Diplomat des Heiligen Stuhls. 

## Leben
Adolfo Tito Yllana studierte Philosophie und Theologie am Holy Rosary Seminary in Naga City. Der Erzbischof von Caceres, Teopisto Valderrama Alberto, spendete ihm am 19. März 1972 die Priesterweihe. Nach einem juristischen Doktoratsstudium wurde er an der Päpstliche Lateranuniversität in Rom zum Doktor beider Rechte promoviert und durchlief eine Ausbildung an der Päpstlichen Diplomatenakademie. Zum 1. Februar 1984 trat er in den diplomatischen Dienst des Heiligen Stuhls ein und wurde bei den Vertretungen in Ghana, Sri Lanka, Türkei, Libanon, Ungarn und Taiwan verwendet. Er spricht Englisch, Spanisch, Italienisch und Französisch.
Papst Johannes Paul II. ernannte ihn am 13. Dezember 2001 zum Titularerzbischof von Montecorvino und zum Apostolischen Nuntius in Papua-Neuguinea. Die Bischofsweihe spendete ihm der Papst persönlich am 6. Januar des nächsten Jahres; Mitkonsekratoren waren Leonardo Sandri, Substitut des Staatssekretariates, und Robert Sarah, Sekretär der Kongregation für die Evangelisierung der Völker. Am 5. Februar 2002 wurde er zudem zum Apostolischen Nuntius auf den Salomonen ernannt.
Am 31. März 2006 wurde er von Papst Benedikt XVI. zum Apostolischen Nuntius in Pakistan ernannt. Papst Benedikt XVI. ernannte ihn am 20. November 2010 zum Apostolischen Nuntius in der Demokratischen Republik Kongo.
Papst Franziskus ernannte ihn am 17. Februar 2015 zum Apostolischen Nuntius in Australien und am 3. Juni 2021 zum Nuntius in Israel und Zypern sowie zum apostolischen Delegaten von Jerusalem und Palästina.